# Saint-Alban-du-Rhône
Pour les articles homonymes, voir Saint-Alban.
Saint-Alban-du-Rhône est une  commune française située dans le département de l'Isère en région Auvergne-Rhône-Alpes.
Ancienne paroisse de la province royale du Dauphiné, adhérente à la communauté de communes Entre Bièvre et Rhône, c'est également la commune située la plus à l'ouest du département de l'Isère.

## Géographie

### Situation et description
Saint Alban du Rhône est un village situé dans l'aire urbaine de Vienne et dans son unité urbaine, dans le département de l'Isère à environ 20 km au sud de Vienne, d'environ 40 km au sud de Lyon, à environ 65 km au nord de Valence  et à environ 30 km à l'est d'Annonay.

### Communes limitrophes
Le territoire est limitrophe de quatre autres communes, dont une située dans le département de la Loire.
Les communes limitrophes sont  Chavanay, Clonas-sur-Varèze, Saint-Clair-du-Rhône et Saint-Maurice-l'Exil.

### Climat
Pour des articles plus généraux, voir Climat d'Auvergne-Rhône-Alpes et Climat de l'Isère.
En 2010, le climat de la commune est de type climat océanique altéré, selon une étude du Centre national de la recherche scientifique s'appuyant sur une série de données couvrant la période 1971-2000. En 2020, Météo-France publie une typologie des climats de la France métropolitaine dans laquelle la commune est dans une zone de transition entre le climat semi-continental et le climat de montagne et est dans la région climatique  Nord-est du Massif Central, caractérisée par une pluviométrie annuelle de 800 à 1 200 mm, bien répartie dans l’année. 
Pour la période 1971-2000, la température annuelle moyenne est de 12,4 °C, avec une amplitude thermique annuelle de 17,9 °C. Le cumul annuel moyen de précipitations est de 770 mm, avec 8,4 jours de précipitations en janvier et 5,7 jours en juillet. Pour la période 1991-2020, la température moyenne annuelle observée sur la station météorologique de Météo-France la plus proche, « Reventin », sur la commune de Reventin-Vaugris à 8 km à vol d'oiseau, est de 12,9 °C et le cumul annuel moyen de précipitations est de 775,7 mm,. Pour l'avenir, les paramètres climatiques de la commune estimés pour 2050 selon différents scénarios d'émission de gaz à effet de serre sont consultables sur un site dédié publié par Météo-France en novembre 2022.

### Hydrographie
Saint-Alban-du-Rhône fait partie du bassin versant du Rhône, fleuve qui borde la partie occidentale du territoire et qui la sépare des communes rattachées au département de la Loire situées en rive droite.
La commune est traversée par la rivière Varèze, un affluent du Rhône, d'une longueur de 39,2 kilomètres. Ce cours d'eau traverse le territoire dans une direction essentiellement est-ouest.

### Voies de communication et transports

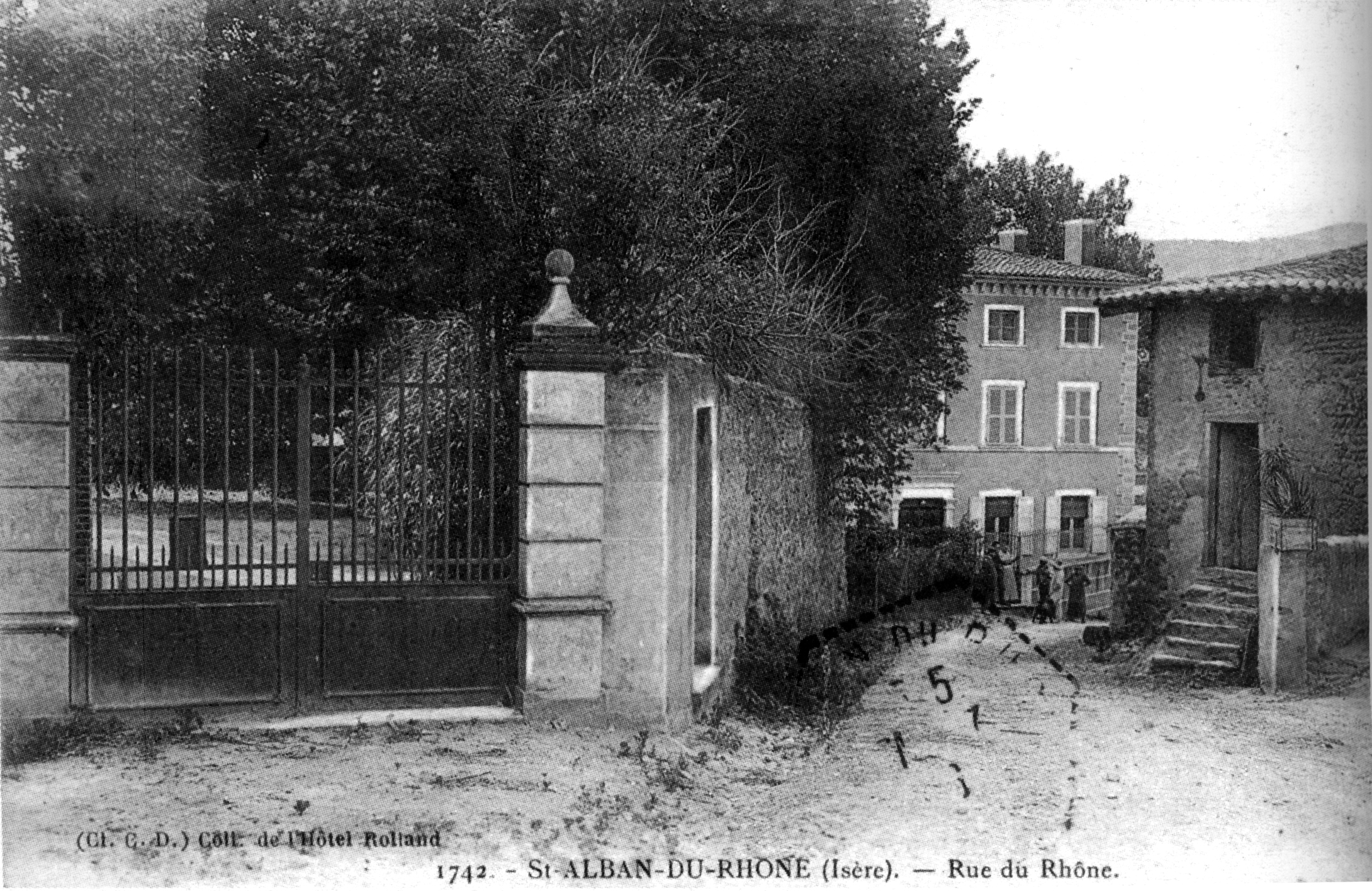
La rue du Rhône en 1925.

On peut accéder au centre de la commune en empruntant l'autoroute A7 depuis Vienne-sud (au nord) ou Chanas (au sud).
- 11 Vienne-Sud à 33N ou 4 km (vers Marseille).
- 12 Chanas à 24 km : (vers Le Péage-de-Roussillon).

Le territoire communal est situé en dehors des grands axes de circulation. La gare ferroviaire la plus proche est la gare de Saint-Clair-Les Roches  desservie par des trains TER Auvergne-Rhône-Alpes qui la relie aux gares de Vienne, Lyon (Perrache) et Valence.

## Urbanisme

### Typologie
Au 1er janvier 2024, Saint-Alban-du-Rhône est catégorisée ceinture urbaine, selon la nouvelle grille communale de densité à sept niveaux définie par l'Insee en 2022.
Elle appartient à l'unité urbaine de Vienne, une agglomération inter-départementale regroupant 25  communes, dont elle est une commune de la banlieue,,. Par ailleurs la commune fait partie de l'aire d'attraction de Lyon, dont elle est une commune de la couronne,. Cette aire, qui regroupe 397 communes, est catégorisée dans les aires de 700 000 habitants ou plus (hors Paris),.

### Occupation des sols
L'occupation des sols de la commune, telle qu'elle ressort de la base de données européenne d’occupation biophysique des sols Corine Land Cover (CLC), est marquée par l'importance des territoires agricoles (35,2 % en 2018), en diminution par rapport à 1990 (37,1 %). La répartition détaillée en 2018 est la suivante : 
milieux à végétation arbustive et/ou herbacée (23,4 %), terres arables (18,6 %), zones agricoles hétérogènes (16,6 %), eaux continentales (15,1 %), zones urbanisées (12,2 %), zones industrielles ou commerciales et réseaux de communication (9,3 %), forêts (4,8 %). L'évolution de l’occupation des sols de la commune et de ses infrastructures peut être observée sur les différentes représentations cartographiques du territoire : la carte de Cassini (XVIIIe siècle), la carte d'état-major (1820-1866) et les cartes ou photos aériennes de l'IGN pour la période actuelle (1950 à aujourd'hui).

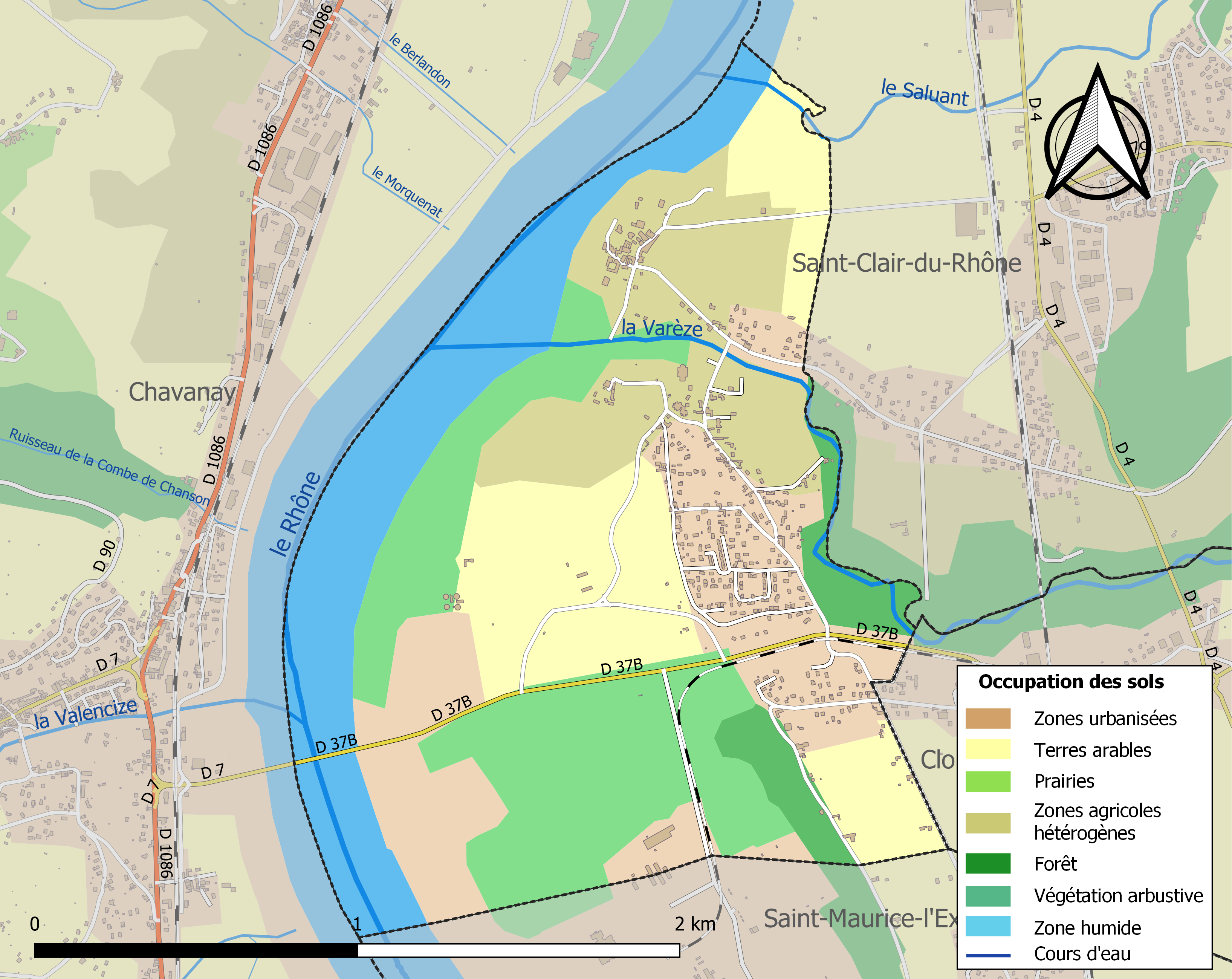
Carte des infrastructures et de l'occupation des sols de la commune en 2018 (CLC).

### Risques naturels et technologiques majeurs

#### Risques sismiques
L'ensemble du territoire de la commune de Saint-Alban-du-Rhône est situé en zone de sismicité no 3, dit modéré (sur une échelle de 1 à 5), comme la plupart des communes de son secteur géographique.
| Type de zone | Niveau            | Définitions (bâtiment à risque normal) |
| ------------ | ----------------- | -------------------------------------- |
| Zone 3       | Sismicité modérée | accélération = 1,1 m/s2                |

## Histoire

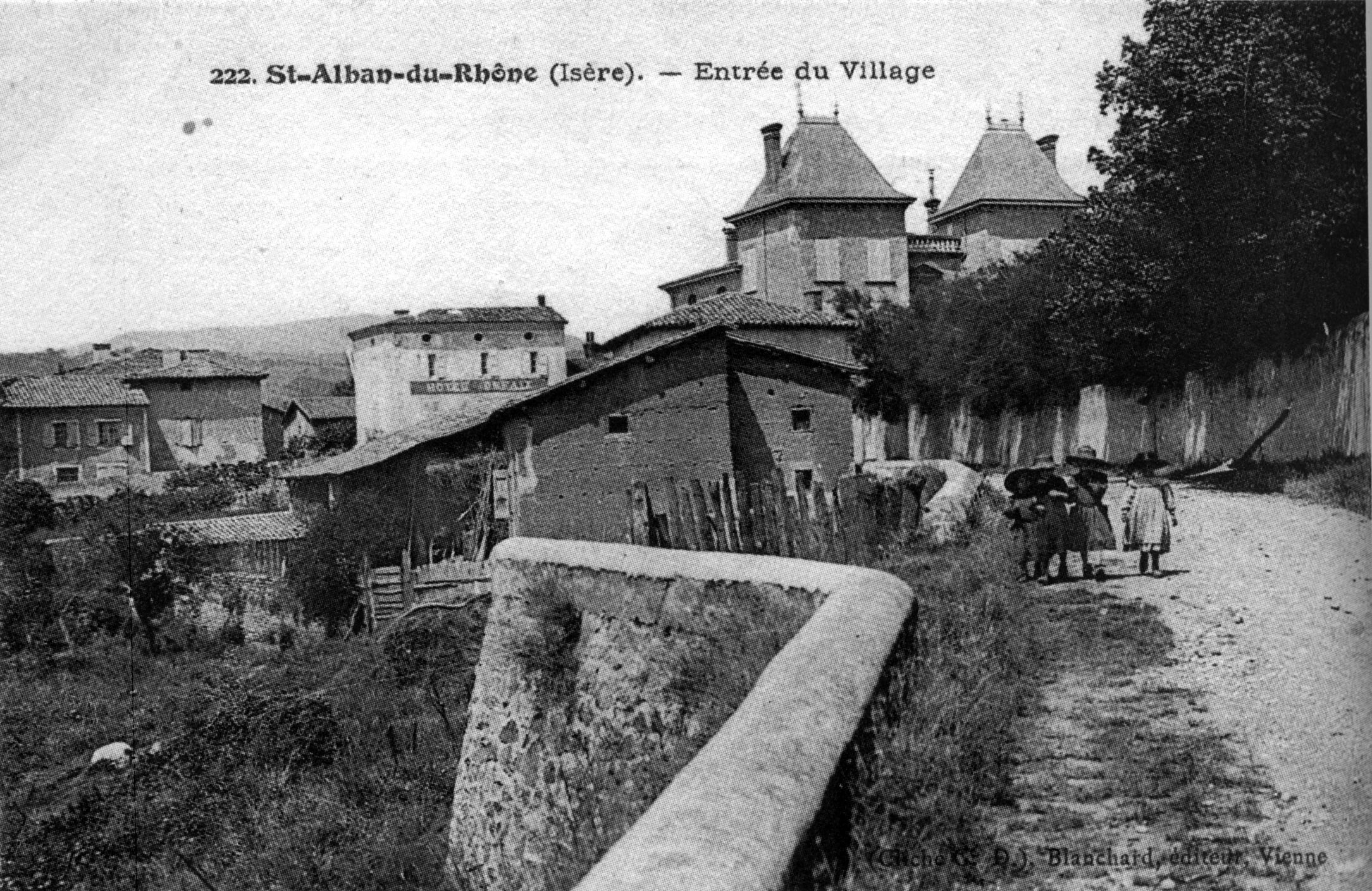
L'entrée du village en 1910.

## Politique et administration

### Liste des maires
| Période                                  | Période  | Identité      | Étiquette | Qualité  |
| ---------------------------------------- | -------- | ------------- | --------- | -------- |
| mars 2014                                | En cours | Denis Chambon | PCF       | Retraité |
| Les données manquantes sont à compléter. |          |               |           |          |

## Population et société

### Démographie
L'évolution du nombre d'habitants est connue à travers les recensements de la population effectués dans la commune depuis 1800. Pour les communes de moins de 10 000 habitants, une enquête de recensement portant sur toute la population est réalisée tous les cinq ans, les populations de référence des années intermédiaires étant quant à elles estimées par interpolation ou extrapolation. Pour la commune, le premier recensement exhaustif entrant dans le cadre du nouveau dispositif a été réalisé en 2006.

En 2022, la commune comptait 960 habitants, en évolution de +14,01 % par rapport à 2016 (Isère : +3,07 %, France hors Mayotte : +2,11 %).
| 1800 | 1806 | 1821 | 1831 | 1836 | 1841 | 1846 | 1851 | 1856 |
| ---- | ---- | ---- | ---- | ---- | ---- | ---- | ---- | ---- |
| 226  | 228  | 254  | 291  | 286  | 303  | 329  | 298  | 303  |

| 1861 | 1866 | 1872 | 1876 | 1881 | 1886 | 1891 | 1896 | 1901 |
| ---- | ---- | ---- | ---- | ---- | ---- | ---- | ---- | ---- |
| 323  | 308  | 288  | 281  | 271  | 260  | 268  | 251  | 240  |

| 1906 | 1911 | 1921 | 1926 | 1931 | 1936 | 1946 | 1954 | 1962 |
| ---- | ---- | ---- | ---- | ---- | ---- | ---- | ---- | ---- |
| 219  | 222  | 227  | 212  | 207  | 207  | 259  | 339  | 380  |

| 1968 | 1975 | 1982 | 1990 | 1999 | 2006 | 2011 | 2016 | 2021 |
| ---- | ---- | ---- | ---- | ---- | ---- | ---- | ---- | ---- |
| 355  | 366  | 490  | 672  | 840  | 849  | 851  | 842  | 920  |

| 2022 | - | - | - | - | - | - | - | - |
| ---- | - | - | - | - | - | - | - | - |
| 960  | - | - | - | - | - | - | - | - |

### Enseignement
La commune est rattachée à l'académie de Grenoble.

### Médias
Historiquement, le quotidien à grand tirage Le Dauphiné libéré consacre, chaque jour, y compris le dimanche, dans son édition du Nord-Isère (Vienne), un ou plusieurs articles à l'actualité du canton et quelquefois de la commune, ainsi que des informations sur les éventuelles manifestations locales, les travaux routiers, et autres événements divers à caractère local.

### Cultes
La communauté catholique et l'église (propriété de la commune) dépendent de la paroisse Saint-Pierre en pays roussillonais qui recouvre plusieurs autres communes. Cette paroisse est rattachée au diocèse de Grenoble-Vienne.

## Économie
La Centrale nucléaire de Saint-Alban se situe en partie sur le territoire communal. En 2020, elle a produit 17,48 TWh d'électricité soit environ 30 % des besoins de la région Rhône-Alpes.

## Culture et patrimoine

### Lieux et monuments

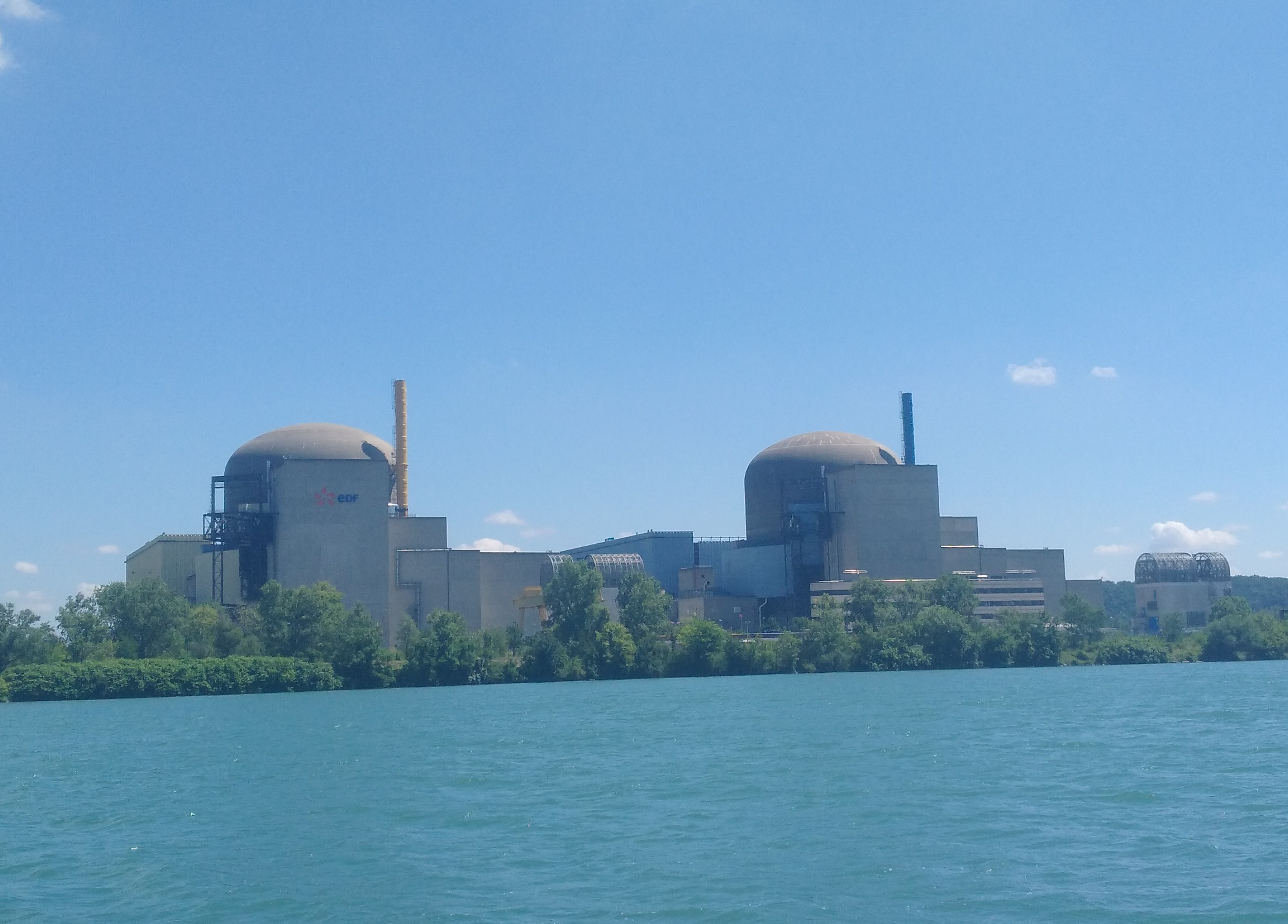
Centrale nucléaire de Saint-Alban

- L'Hôtel Rolland, du XIIe siècle, fait l'objet d'une inscription partielle au titre des monuments historiques par arrêté du 23 juin 1933, pour la protection du fragment de bas-relief encastré dans le mur[23].
- Église Saint-Alban de Saint-Alban-du-Rhône du XIXe siècle : avec un clocher roman tympan XIIe siècle.
- La Centrale nucléaire de Saint-Alban est ouverte au public.

### Héraldique
|  | Saint-Alban-du-Rhône possède des armoiries dont l'origine et le blasonnement exact ne sont pas disponibles. |